# Benno Moiseiwitsch
Benno Moiseiwitsch, né le 22 février 1890 à Odessa en Ukraine et mort à Londres le 9 avril 1963, est un pianiste britannique d'origine ukrainienne.

## Biographie
Moiseiwitsch commence ses études à l'âge de sept ans au conservatoire d'Odessa. Il gagne le prix Anton Rubinstein alors qu'il n'a que neuf ans. Ensuite il prend des leçons à Vienne auprès de Theodor Leschetizky, avec qui il mûrit une technique digitale hors du commun. Sa première apparition à Londres remonte à 1909 et il se produit pour la première fois aux États-Unis en 1919, voyage au cours duquel il rencontre Sergei Rachmaninov, qu'il admire plus que quiconque. Il s'installe en Angleterre et prend la nationalité britannique en 1937.
Moiseiwitsch est nommé commandeur de l'ordre de l'Empire britannique (CBE) en 1946, pour ses contributions substantielles pendant la Seconde Guerre mondiale, durant laquelle il a donné des centaines de récitals pour les combattants et des fondations.
Il se marie avec Daisy Kennedy, une violoniste australienne dont il a deux filles, Sandra et le designer Tanya Moiseiwitsch.

## Style de jeu
Moiseiwitsch était particulièrement réputé pour ses interprétations du répertoire romantique tardif, plus particulièrement les œuvres de Sergei Rachmaninov, qui était un admirateur de son jeu et parlait de Moiseiwitsch comme de son « héritier spirituel ». Il était renommé pour son élégance, sa poésie, son phrasé lyrique, sa brillance, ses libertés rythmiques et une virtuosité sereine.
Il a enregistré pour His Master's Voice (devenu EMI), commençant avec des 78 tours de l'ère acoustique, continuant avec les LP et les débuts des enregistrements stéréo.
Il a travaillé aussi en tant que chambriste, par exemple dans le Trio Élégiaque et la sonate pour violoncelle et piano de Rachmaninov. Le critique américain Harold C. Schonberg a loué la formidable technique de Moiseiwitsch ainsi que son approche désinhibée de la musique, ajoutant que cette liberté était « toujours tempérée par une musicalité irréprochable ».

## Discographie
La plupart de ces enregistrements ont été réalisés pour HMV et sont désormais disponibles chez Naxos, APR ou Testament. APR a édité un essai ayant pour sujet la discographie HMV.
- Beethoven - Andante en fa majeur WoO 57
- Beethoven - Concerto pour piano no 3 op.37 avec le Philharmonia Orchestra et Malcolm Sargent
- Beethoven - Concerto pour piano no 5 op.73 avec le London Philharmonic Orchestra et George Szell
- Beethoven - Sonates no 8 op.13, no 14 op.27 no 2 & no 21 op.53
- Beethoven - Rondo en ut majeur op.51 no 1

- Brahms - 25 variations et fugues sur un thème de Haendel op.24
- Brahms - Intermezzo en ut majeur op.119 no 3
- Brahms - Rhapsodie en mi bémol majeur op.119 no 4
- Brahms - Capriccio en si mineur op.76 no 2

- Chasins - Flirtation in a Chinese Garden op.5
- Chasins - Rush Hour in Hong Kong op.6

- Chopin - Berceuse op.57
- Chopin - Préludes op.28
- Chopin - Ballades no 1 à no 4 (deux enregistrements pour la 3e ballade)
- Chopin - Scherzos no 1 à no 4
- Chopin - Fantaisie-Impromptu op.66
- Chopin - Barcarolle op.60 (deux enregistrements)
- Chopin - Polonaise no 9 op.71 no 2 (deux enregistrements)
- Chopin - Études op.10 no 4, no 10 & no 11 & op.25 no 3
- Chopin - Impromptus no 1 op.29 & no 2 op.36 (deux enregistrements)
- Chopin - Valses op.64 no 1, op.70 no 1 (deux enregistrements)& op. posth.
- Chopin - Nocturnes op.9 no 2 & op.72 no 1
- Chopin - Mazurka op. posth.

- Chopin-Liszt - 6 chants polonais - no 5 Meine Freuden

- Daquin - Le coucou

- Delibes - Passepied

- Delius - Concerto pour piano avec le Philharmonia Orchestra et Constant Lambert

- Debussy - Jardins sous la pluie (deux enregistrements)
- Debussy - Clair de lune (deux enregistrements)
- Debussy - Toccata de Pour le piano
- Debussy - Minstrels

- Godowsky - Paraphrase de concert sur Die Fledermaus

- Granados - Dansas españolas op.37 no 5 & no 6

- Grieg - Concerto pour piano op.16 avec le Hallé Orchestra et Leslie Heward

- Henselt - Étude caractéristique op.2 no 6

- Hummel - Rondo en mi bémol majeur op.11

- Ibert - Le petit âne blanc

- Kabalevsky - Sonate no 3 op.46

- Khatchatourian - Toccata en si bémol mineur
- Khatchatourian-Levant - Danse du sabre

- Liszt - Étude de concert no 2
- Liszt - Rhapsodie hongroise no 2
- Liszt - Liebestraum no 3
- Liszt - Fantaisie sur des thèmes populaires hongrois avec le London Philharmonic Orchestra et Constant Lambert

- Medtner - Sonate op.22
- Medtner - Contes op.34 no 2 & op.42 no 1
- Medtner - Danse op.58 no 1 avec Nikolaï Medtner

- Mendelssohn - Scherzo en mi mineur op.16 no 2
- Mendelssohn - Romances sans paroles op.53 no 4 & op.19 no 3
- Mendelssohn - Concerto pour piano no 1 avec le Royal Albert Hall Orchestra et Landon Ronald

- Mendelssohn-Rachmaninov - Scherzo du Songe d'une nuit d'été

- Moussorgski - Tableaux d'une exposition

- Palmgren - Rococo op.47 no 5
- Palmgren - Refrain de berceau
- Palmgren - West Finnish Dance (deux enregistrements)
- Palmgren - Bird Song
- Palmgren - The Sea

- Poulenc - Mouvement perpétuel no 1

- Prokofiev - Suggestion diabolique op.4 no 4 (deux enregistrements)

- Rachmaninov - Concerto pour piano no 1 op.1 avec le Philharmonia Orchestra et Malcolm Sargent
- Rachmaninov - Concerto pour piano no 2 op.18 avec le London Philharmonic Orchestra et Walter Goehr
- Rachmaninov - Rhapsodie sur un thème de Paganini avec le London Philharmonic Orchestra et Basil Cameron
- Rachmaninov - Moment musical op.16 no 4
- Rachmaninov - Préludes op.3 no 2, op.23 no 5, op.32 no 5, op.32 no 10 (deux enregistrements)& op.32 no 12
- Rachmaninov - Lilas op.21 no 5

- Rameau - Gavotte et Variations

- Ravel - Jeux d'eau
- Ravel - Toccata du Tombeau de Couperin

- Rubinstein - Barcarolle op.30 no 1

- Saint-Saëns - Concerto pour piano no 2 avec le London Philharmonic Orchestra et Basil Cameron (1947)
- Saint-Saëns - Concerto pour piano no 2 avec le Royal Philarmonic Orchestra et Eugène Goossens  (1960)
- Scarlatti-Tausig - Pastorale et Capriccio

- Schumann - Kinderszenen op.15
- Schumann - Grillen op.12
- Schumann - Romance op.28 no 2
- Schumann - Vogel als Prophet op.82
- Schumann - Fantaisie op.17
- Schumann - Traumes Wirren op.12

- Scriabine - Nocturne pour la main gauche op.9 no 2

- Stravinsky - Étude op.7 no 4

- Tchaïkovsky - Concerto pour piano no 1 op.23 avec le Philharmonia Orchestra et George Weldon
- Tchaïkovsky - Concerto pour piano no 2 op.44 (édition Siloti) avec le Liverpool Philharmonic Orchestra et George Weldon
- Tchaïkovsky - Chanson triste op.40 no 2

- Vallier - Toccata

- Wagner-Liszt - Isoldes Liebestod (fragment)
- Wagner-Liszt - Ouverture de Tannhäuser

- Weber - Sonate no 1 - Perpetuum mobile

- Weber-Tausig - Rondo brillante en ré bémol majeur